# آب باران دو
آب باران دو، روستایی از توابع بخش جولکی شهرستان آغاجاری در استان خوزستان ایران است.

## جمعیت
این روستا در دهستان آب باران قرار دارد و براساس سرشماری مرکز آمار ایران در سال ۱۳۹۰، جمعیت آن ۱٬۲۴۲ نفر (۲۷۰ خانوار) بوده‌است.